# Pitt Rivers Museum

Museum of Natural History und Pitt Rivers Museum, Oxford

Das Pitt Rivers Museum in Oxford ist Teil der Universität Oxford und beherbergt seit 1884 die anthropologische und archäologische Sammlung der Universität. 
Seit der Eröffnung ist die Sammlung durch Schenkungen und Ankäufe, unter anderem von Heinrich Schliemann, auf mehr als 500.000 Ausstellungsstücke erweitert worden. 
Es ist im Ostflügel des Oxford University Museum of Natural History untergebracht und teilt mit diesem auch den Haupteingang. 

## Geschichte

Durchgang vom Museum of Natural History

Diese geht zurück auf eine großzügige Schenkung von mehr als 18.000 Objekten durch den englischen General Pitt Rivers. Dessen Interesse an ethnografischen Objekten wurde wahrscheinlich auf der Great Exhibition in London im Jahr 1851 geweckt. Er hatte besonderes Interesse an der wissenschaftlichen Untersuchung evolutionärer Entwicklungen antiker Kulturen. Diese sollte an Entwicklungsreihen von Objekten nachvollzogen werden. Der erste Kurator war der britische Archäologe Henry Balfour (1863–1939). 
Das Museum steht in enger Verbindung mit der Universität Oxford. 1883 wurde der erste englische Lehrstuhl für Anthropologie in Oxford auf eine Schenkungsbedingung von Pitt Rivers hin gegründet. Die Sammlung wird seit Eröffnung des Museums sehr intensiv zu Forschungs- und Lehrzwecken der anthropologischen Fakultät genutzt. Seit Anfang des 20. Jahrhunderts werden die Ausstellungsobjekte in den praktischen Teil der Prüfungen einbezogen. Angestellte des Museums unterrichten heute im Masterstudiengang Material Anthropology and Museum Ethnography der Universität Oxford.
Obwohl das Museum seit 2004 aus Mitteln des „Higher Education Funding Council“ umfangreich erweitert wird, ist die Sammlung während dieser Zeit weitgehend zugänglich. Die Umbauarbeiten sind 2007 weitgehend abgeschlossen. Das neue Gebäude bietet Platz für Mitarbeiter und Konservierungslaboratorien. Weiterhin gibt es Räume für Gastwissenschaftler, vor allem aus Ländern, aus denen wichtige kulturelle Gegenstände zur Sammlung des Museums gehören. Durch die erweiterte Ausstellungsfläche will man wieder stärker Ausstellungsstücke und historische Fotos zusammen präsentieren.
2019 wurde das Pitt Rivers Museum von rund 468.000 Personen besucht. 2024 betrug die Besucherzahl etwa 510.000 Personen.

## Die Sammlung

Hauptsaal der Sammlung

Das Museum zählt mit seinen heute über 500.000 Ausstellungsstücken im dicht gedrängten Ausstellungssaal zu einer der bedeutendsten anthropologischen Sammlungen Englands. 
Die Sammlung ist nach Themengebieten und nicht nach Epochen oder Kulturen geordnet. Dadurch sollte vermittelt werden, wie unterschiedliche Kulturen zu unterschiedlichen Zeitpunkten gleiche Problem- oder Aufgabenstellungen bewältigten. 
Sie umfasst unter anderem Werkzeuge und Waffen, Schmuck, Musikinstrumente, Skulpturen, Masken und Textilien aus allen Erdteilen. Zahlreiche Modelle in Originalgröße und in verkleinerter Darstellung zeigen beispielsweise die kulturhistorische Entwicklung von Booten. Waren unter den Objekten von Pitt Rivers Schenkung lediglich 300 Musikinstrumente, so betrug deren Zahl beim Tod Balfours 1939 bereits 4000. Heute ist die bedeutende Musikinstrumentensammlung auf über 9000 Stücke angewachsen. Eine Sammlung von Lampen aus dem Alltagsgebrauch stellt Modelle aus Indien solchen aus Uganda und Thailand gegenüber. Daneben finden sich in der Sammlung auch kuriose Gegenstände, wie beispielsweise eine Glasflasche aus einem Dorf in Sussex, in der angeblich eine Hexe eingesperrt sein soll. 
Die Ausstellungsgegenstände sind sehr kurz und auf handgeschriebenen Kärtchen noch aus der Entstehungszeit des Museums beschrieben. Lange Beschreibungen fehlen, dafür besteht aber reichlich Gelegenheit, Objekte aus Schubläden herauszunehmen und zu befühlen. Wohl auch wegen dieser interaktiven Gestaltung gewann das Museum zuletzt 2005 den The Guardian Family Friendly Museum Award.